# Zaprosie
Zaprosie (biał. Запроссе; ros. Запросье) – wieś na Białorusi, w obwodzie brzeskim, w rejonie łuninieckim, w sielsowiecie Sinkiewicze, przy Rezerwacie Krajobrazowym Środkowa Prypeć.
Dawniej zaścianek i chutory. W dwudziestoleciu międzywojennym leżało w Polsce, w województwie poleskim, w powiecie łuninieckim, w gminie Lenin (Sosnkowicze), w pobliżu granicy ze Związkiem Sowieckim. Znajdowała się tu wówczas strażnica KOP „Zaprosie”.
Po II wojnie światowej w granicach Związku Sowieckiego. Od 1991 w niepodległej Białorusi.